# Anna Zdunik
Anna Maria Zdunik (ur. 1959 w Warszawie) – polska matematyk, profesor nauk matematycznych. Specjalizuje się w układach dynamicznych. Profesor zwyczajny w Instytucie Matematyki Wydziału Matematyki, Informatyki i Mechaniki Uniwersytetu Warszawskiego (Zakład Układów Dynamicznych).

## Życiorys
Studia matematyczne ukończyła na Uniwersytecie Warszawskim, gdzie następnie została zatrudniona i zdobywała kolejne awanse akademickie. Stopień doktorski uzyskała na UW na podstawie pracy z układów dynamicznych przygotowanej pod kierunkiem prof. Feliksa Przytyckiego. Habilitowała się w 2002 na podstawie oceny dorobku naukowego i rozprawy pt. Metody ergodyczne w dynamice holomorficznej. Tytuł naukowy profesora nauk matematycznych otrzymała w 2010. Członkini Polskiego Towarzystwa Matematycznego oraz Komitetu Matematyki PAN.
Swoje prace publikowała w takich czasopismach jak m.in. „Inventiones mathematicae”, „Annals of mathematics”, „Transactions of the American Mathematical Society”, „Fundamenta Mathematicae” oraz „Studia Mathematica”.
Matka Marcina Zdunika.